# L'uomo che amo
L'uomo che amo (History Is Made at Night) è un film del 1937 diretto da Frank Borzage.
Il film è stato notato dalla critica per la sua fusione di generi, tra cui commedia, dramma e romantico, oltre a introdurre elementi di suspense e caratteristiche da film catastrofico nel suo atto finale.

## Trama
Irene Vail decide di divorziare dal marito, il ricco armatore Bruce Vail, dopo averla falsamente accusata di adulterio. Morbosamente geloso e possessivo di Irene, Bruce scopre che può impedire che il divorzio venga finalizzato se può fornire la prova che lei ha avuto una relazione con un altro uomo entro sei mesi dalla richiesta di divorzio. Bruce paga il suo autista, Michael, per andare nella camera d'albergo di Irene a Parigi, fingendo di essere il suo amante, con l'intenzione di farsi sorprendere da un detective privato in una posizione compromettente. Tuttavia, un uomo sconosciuto ascolta il grido spaventato di Irene dopo aver trovato Michael nella sua stanza. Segue una lotta quando l'uomo difende Irene dalle avances indesiderate di Michael e finisce con Michael sul pavimento, privo di sensi. Quando Bruce e il detective irrompono nella stanza, l'uomo li minaccia con una pistola, chiede i gioielli di Irene e prende Irene in ostaggio.
Una volta che se ne sono andati, l'intruso, Paul Dumond, restituisce i gioielli di Irene e la invita a cenare con lui al ristorante Château Bleu, dove lavora come cameriere. Ballano per tutta la notte e Irene si innamora perdutamente di lui. Al mattino, Irene torna per trovare Vail e la polizia nella sua stanza, perché Michael è morto. Vail la porta a credere che Paul sia responsabile della sua morte e la ricatta facendola tornare in America con lui; in caso contrario, avrebbe fatto finire Paul alla ghigliottina. Sconvolto dal fatto di non riuscire a trovare Irene, Paul legge sul giornale che Irene si è riunita con il marito ed è partita per l'America. Intuendo che qualcosa non va, si imbarca per gli Stati Uniti per trovarla, accompagnato da Cesare, suo buon amico e capo chef del Château Bleu.
A Manhattan, Paul e Cesare riabilitano un ristorante, con la speranza che la sua reputazione faccia venire a cena Irene. La riunione avviene finalmente, ma la felicità è di breve durata quando Paul viene a sapere che Michael è morto e un uomo è stato arrestato a Parigi per l'omicidio. Non volendo lasciare che un uomo innocente paghi per quello che pensa sia il suo crimine, Paul si imbarca per Parigi e Irene si unisce a lui. Viaggiano sulla nave Princess Irene, di proprietà di Vail.
Vail scopre che sono sulla nave. In preda alla rabbia, ordina via radio al capitano di correre a tutta velocità, nonostante il pericolo di collisione con un iceberg in condizioni meteorologiche avverse, presumibilmente per battere il record di traversata più veloce. In realtà spera che la nave venga affondata, uccidendo Paul e Irene. La nave colpisce un iceberg e notizie premature affermano che la nave è affondata con un'orrenda perdita di vite umane, con il bilancio delle vittime forse superiore al disastro del Titanic. Consumato dal senso di colpa, Vail si suicida e confessa con una lettera di essere stato lui ad uccidere Michael. Fortunatamente, le paratie della Princess Irene riescono a contenere l'acqua e a impedire che la nave affondi. Paul, Irene e gli altri passeggeri si rallegrano quando sentono che stanno per essere salvati.